# Razarači klase Atago
Klasa Atago je klasa japanskih razarača naoružanih vođenim projektilima. Klasa je nasljednik razarača klase Kongo. Klasu Atago čine 2 razarača izgrađenih u razdoblju od 2004. do 2008. godine. Oba broda su u operativnoj uporabi japanske ratne mornarice. Brod ima sletnu palubu za jedan Mitsubishi H-60 helikopter. Klasa Atago je japanska inačica američkog razarača klase Arleigh Burke. Nakon ulaska u službu dva nova broda klase Atago su zamijenili dva razarača klase Tachikaze, Tachikaze i Asakaze koji su povučeni.
| Tvronički broj | Oznaka  | Naziv    | Kobilica položena | Porinut            | Stavljen u uporabu | Matična luka |
| -------------- | ------- | -------- | ----------------- | ------------------ | ------------------ | ------------ |
| 2317           | DDG-177 | Atago    | 5. travnja 2004.  | 24. kolovoza 2005. | 15. ožujka 2007.   | Maizuru      |
| 2318           | DDG-178 | Ashigara | 6. travnja 2005.  | 30. kolovoza 2006. | 13. ožujka 2008.   | Sasebo       |

## Vanjske poveznice
- Globalsecurity.org - klasa Atago